# Park In-hwan
Park In-hwan (15 de agosto de 1926 - 20 de marzo de 1956) fue un poeta y escritor coreano.

## Biografía
Park In-hwan nació en Inje, provincia de Gangwon, Corea, durante la dominación colonial japonesa. Se graduó en la Escuela de bachillerato Kyunggi y en 1945 entró en la Escuela de Medicina de Pyeongyang. Una vez que Corea consiguió la independencia, dejó la escuela y abrió una pequeña tienda de libros llamada "Mariseosa" en Jongno, Seúl. Se interesó en la poesía desde su adolescencia y en 1946 publicó su primer poema titulado "Calle" (Gaeori) en el periódico Kukje Shinmun. En 1949 escribió junto a Kim Gyeong-rim y Kim Soo-young el poemario titulado La nueva ciudad y el coro de la gente. Este libro lo puso en el foco de atención y le dio reputación como poeta modernista. Fue un activo periodista desde 1949 para Kyunghyang Sinmun y después fue corresponsal de guerra en 1951. En 1955 viajó a los Estados Unidos en barco y el mismo año publicó Colección de poesía de Park In-hwan. Estos poemas son conocidos por su descripción de la experiencia bohemia.
Falleció en marzo de 1956 a los 29 años. La causa de la muerte fue un fallo cardíaco después de beber en Myeongdong y volver a casa. Una semana antes de morir escribió el poema titulado "El tiempo fluye", que se hizo popular en toda Corea.

## Obra
Su poesía se puede describir como un ejercicio continuo de observación del fenómeno de la modernización. Su obra intenta reflejar las consecuencias imprevistas que produce la modernización en el hombre. Su poesía captura las difíciles realidades de la urbanización contemporánea, la tragedia y las matanzas de las guerras internacionales y el sentimiento general de anonimia y desesperanza. Sin embargo, su poesía no puede clasificarse del todo como realista. Con algunas excepciones, la mayoría de su obra está matizada de un conocimiento abstracto del mundo foráneo, un plano que está en la periferia de la realidad contemporánea y que le proporciona un escape al descontento que crea la modernización.
Su primera obra es una reacción a las técnicas de la vieja escuela, como la del "Ciervo azul" (Cheongnokpa), una escuela de sentimentalismo que celebra la afinidad entre la naturaleza y el hombre. Aunque no existen copias de su primera obra, queda la publicación Teoría de la nueva poesía (Sinsiron), que él mismo publicaba junto con compañeros como Kim Gyeongnim, Yang Byeogsik, Kim Soo Young, Lim Hogwon y Kim Byeonguk. El tono general de la publicación promocionaba la misión del poeta de observar y reconstruir el mundo contemporáneo con sus palabras. Su antología La nueva ciudad y el coro de gente (Saeroun dosi wa simindeurui hapchang), rechazó el sentimentalismo tradicional de los anteriores poetas. La antología, publicada junto con Kim Gyeongnim y Kim Soo Young, inició una revolucionaria escuela literaria que buscaba crear un nuevo lenguaje a través de la descripción de la creciente realidad de la urbanización. La Guerra de Corea marcó un cambio significativo en el tono de su obra. Como testigo de la muerte y el desamparo de la guerra, publicó poemas como "La bengala" (Sinhotan), "Al volver a casa" (Gohyange gaseo) y "Los problemas" (Munjedeoneun geot), que expresan un profundo sentimiento de tristeza por la matanza, una tristeza que no está localizada sino que es una característica innata de la condición humana.
Otros poemas como "Dios infeliz" (Bulhaenghan sin), "Dios negro" (Geomeun siniyeo) y "El último diálogo" (Choehuii hoehwa), son obras oscuras que expresan el descontento y el sentimiento de desesperanza que son propios del mundo moderno. Sin embargo, se lo ha criticado por no enfrentar del todo la desesperanza que se manifiesta en sus observaciones de la sociedad contemporánea. Con la excepción de sus poemas "A mi hija bebé" (Eorin ttarege) y "Sin lágrimas" (Hanjulgi nunmuldo eopsi), es criticado por recurrir a lo fantástico y a lo foráneo como remedios a los problemas de la modernidad y no dar una respuesta verdadera.

## Obras en coreano (lista parcial)
Recopilaciones de poesía
- Teoría de la nueva poesía (1948)
- La nueva ciudad y el coro de la gente (1955)
- Colección de poesía de Park In-hwan (박인환선시집 朴寅煥選詩集, 1955)[2]
- El caballo balancín y una mujer (1976)
- Recopilación de obras de Park In-hwan (1986)